# Zakłócenie (elektroenergetyka)
Zakłócenie (ang. power system fault) – powstanie warunków utrudniających lub uniemożliwiających normalną pracę układu elektroenergetycznego. Zakłócenia można podzielić na: 
- zaburzenia
- zagrożenia.

## Zaburzenia
Zaburzenia uniemożliwiają pracę systemu elektroenergetycznego (SEE) lub jego elementów. Zaburzenia powinny być eliminowane samoczynnie w odpowiednim, zwykle krótkim czasie. Do najczęściej występujących zaburzeń należą zwarcia i praca niepełnofazowa.
 W sieciach elektroenergetycznych mogą się również pojawić zaburzenia bardziej skomplikowane, na przykład zwarcie jednofazowe doziemne z jednoczesną przerwą w fazie doziemionej. Zaburzenie takie występuje, gdy zerwany przewód linii napowietrznej opadnie na ziemię lub zetknie się z uziemioną konstrukcją wsporczą. Do zaburzeń można zaliczyć również likwidujące się samorzutnie kołysania mocy.

## Zagrożenia
Zagrożenia to takie zakłócenia, przy których normalna praca systemu elektroenergetycznego lub jego elementów jest dopuszczona przez pewien czas, przed upływem którego powinna być usunięta przyczyna powodująca zagrożenie. Powinny one być sygnalizowane i, w przypadku nadmiernego ich przedłużania się, również eliminowane (jak zaburzenia).
Najczęściej spotykanym zagrożeniem w pracy SEE lub któregokolwiek z jego elementów jest przeciążenie cieplne, które może być spowodowane przez nadmierny wzrost prądu płynącego w częściach wiodących prąd (np. uzwojeniach prądowych maszyn elektrycznych lub transformatorów, przewodów fazowych linii kablowych lub napowietrznych) lub przez pogorszenie warunków chłodzenia tych części.
Innym zagrożeniem w pracy SEE jest przeciążenie mocą czynną generatorów synchronicznych lub linii przesyłowych, spowodowane powstaniem deficytu mocy czynnej w systemie elektroenergetycznym lub jego części.
Do innych zagrożeń w pracy SEE należą między innymi:
- asymetria napięcia
- kołysanie mocy
- obniżenie napięcia.